# Municipio de Heroica Villa de San Blas Atempa
El municipio de Heroica Villa de San Blas Atempa (del náhuatl: atoyac, tentli, pan ‘río, orilla, sobre’‘A la orilla del río’) es uno de los 570 municipios que conforman al estado mexicano de Oaxaca. Pertenece al distrito de Tehuantepec, dentro de la región istmo. Su cabecera es la localidad de San Blas Atempa.
Sus habitantes Binnizáa, como ellos se autodenominan, son descendientes de los binigúla’sa’, raza guerrera, que conservan con mucho orgullo sus tradiciones, costumbres y su lengua zapoteca, con carácter y temperamento, valiente y fuerte, nobles y orgullosos de su linaje, la estirpe zapoteca.
Se funda en el año de 1530 como uno de los barrios que conforman Tehuantepec, el 2 de octubre de 1868 obtiene su independencia política-territorial de Tehuantepec, gracias a que el congreso del estado le concedió la petición de erigirse como municipio libre, en 1869 obtiene la categoría de pueblo y en 1990 la categoría de villa.

## Geografía

### Localización

En la división regional de Oaxaca, San Blas Atempa pertenece a la región de Tehuantepec, 16 en el mapa

El municipio abarca 212.23 km² y se encuentra a una altitud promedio de 40 m s. n. m., oscilando entre 100 y 0 m s. n. m.
Su distancia a la capital del Estado es de 253 km y ocupa el 0,23% de la superficie del estado.

### Colindancias
- Norte: municipios de Asunción Ixtaltepec y San Pedro Comitancillo.
- Sur: municipios de Heroica Ciudad de Juchitán de Zaragoza, San Pedro Huilotepec y Santo Domingo Tehuantepec.
- Este: municipios de El Espinal, Heroica Ciudad de Juchitán de Zaragoza y Santa María Xhadani.
- Oeste: municipios de Santo Domingo Tehuantepec y San Pedro Comitancillo.[1]

### Clima
Cálido subhúmedo con lluvias en verano y principios de otoño.

### Ecosistema
Flora: integrada por sauce, roble, coco, mezquite y chicozapote. maiz
Fauna: la componen especies como la iguana, armadillo, tlacoache, zanate y zorrillo.

### Zona urbana
Está creciendo sobre terreno previamente ocupado por agricultura y ubicada sobre área de suelo Phaeozem y Fluvisol. Cercano al Río Tehuantepec que se encuentra al sureste de la población.

## Demografía
De acuerdo al censo, realizado por el INEGI en 2020, en el municipio habitan 19 696 personas, de los cuales 9771 son hombres y 9925 mujeres.

### Localidades
El municipio se encuentra formado por 23 localidades, las principales y su población de acuerdo al censo de 2020 son:
| Localidad       | Población |
| Total Municipio | 19,696    |
| San Blas Atempa | 13,117    |
| Santa Rosa      | 2,974     |
| Rancho Llano    | 1,008     |
| Tierra Blanca   | 480       |
| Monte Grande    | 342       |

## Historia

### Fundación
Data de la época prehispánica, sin embargo, en el año de 1522 a la llegada de los evangelizadores junto con Pedro de Alvarado, Tonatiuh y Fray Bartolomé de Olmedo a Tehuantepec, bautizan con el nombre de San Blas al barrio , quien fue un mártir del cristianismo que llegó a ser Obispo de Sebastián en Albania, al sur de Rusia.
Para el año de 1530 toma forma su fundación como un Barrio adherido a Tehuantepec y es parte fundamental del reino Cosijopí.

### Acontecimientos
- 1847.- Se levanta en armas apoyando el Plan que proclamaba “Religión y Fueros”.
- 1850.- Apoya rebelión de Juchitán por la defensa de las minas de sal en las costas zapotecas.
- 1846 y 1847.- Destacada participación en batallas defendiendo dignamente al Estado Mexicano con lealtad y valor contra el Ejército Norteamericano en los combates de Cerro Gordo, Molino del Rey y el Bombardeo de Chapultepec.
- Durante la Guerra de Reforma, combatieron a lado del joven Porfirio Díaz, quien era gobernador del Departamento de Tehuantepec, contra Los Patricios, que luchaban en el bando conservador; en dicho conflicto salieron victoriosos.[5]
- 1862.- Tuvieron destacada participación en la Intervención Francesa bajo las órdenes de Porfirio Díaz combatiendo el 5 de mayo donde “las armas nacionales se llenaron de gloria”, según el parte del General Ignacio Zaragoza.[5]

## Economía

### Agricultura
Es la actividad más importante de la población ya que la mayor parte del suelo es de tipo cambisol éutrico, lo cual permite que se propicie la agricultura.
Los cultivos en gran escala son el ajonjolí y maíz, mientras que en menor proporción se encuentran el café, frijol y frutas como el plátano y mango.

### Ganadería
Podemos encontrar la cría de ganado bovino como la más común entre los pobladores.

### Artesanía
El arte blaseño representa el talento artístico, imaginación y el respeto a los medios y técnicas tradicionales que caracterizan al artesano oaxaqueño. Constituye uno de los principales atractivos turísticos por su riqueza, calidad y variedad vinculados con el espíritu creativo de producir piezas únicas.
Entre los más destacados se encuentran la hamaca, los trajes regionales de gala bordado y de cadenilla, huipil bordado y de cadenilla, los collares en oro hecho por los orfebres locales, muebles de madera únicos en la población, etc.
Un arte milenario de los zapotecas de esta población es la alfarería, en el que hombres y mujeres trabajan directamente con la tierra y la transforman en diversos utensilios de barro de la vida diaria. Entre ellos se encuentran los cántaros, platos de tierra (bladuyu) las ollas de barro para beber agua, etc.

## Gastronomía
El pueblo blaseño es muy rico en la variedad de alimentos, pero en toda la región los más comunes son el mole negro y rojo, los totopos de maíz blanco y tamales envueltos en hojas de plátano, sin mencionar los dulces típicos del pueblo como el camote, el plátano y la calabaza.

## Gobierno
Cuenta con localidades de las cuales su actividad preponderante es la agricultura. Las principales son Santa Rosa, Puente Madera, Rancho Llano, Monte Grande, Nizarindani y Tierra Blanca.

### Ayuntamiento
Conformado por un presidente municipal, dos síndicos, ocho regidores (seguridad, tránsito, ecología, gobernación, deportes, salud, educación y hacienda) y, como auxiliares administrativos, un secretario y un tesorero municipal.

### Presidentes municipales (cronología)
Eleuterio Sachiñas	1870; 

Francisco Rosado	1871; 

Pedro Marcelino	1872; 

Antonio García	1873; 

Miguel Reyes	1874; 

Agustín Gutiérrez	1875;
 
Manuel Barenca	1876; 

Miguel Morales	1877; 

Juan De La Rosa	1878; 

Casimirio Gutiérrez	1879;
 
José María Ruiz	1880; 

Pantalón Carrasco	1881;
 
Domingo Toledo	1882; 

Benigno Quecha	1883; 

Anacleto Ortíz	1884; 

Juan N. De La Rosa	1885;
 
Cecilio Ruiz	1886; 

Felipe Jiménez	1887; 

Antonio Sarabia	1888; 

Ignacio Jiménez	1889; 

Nicolás Molina	1890; 

Catarino López	1891; 

Vicente Gallegos	1892-1893;
 
José María Crispín	1894; 

Zeferino López	1895; 

Gregorio Morales	1896;
 
Juan García	1897-1898; 

Pantalón Ramírez	1899; 

Amado Rito	1900; 

Hilario López	1901; 

Antonio Rasgado	1902; 

Venancio Morales	1903;
 
Manuel Crispín	1904; 

Roman Soto	1905; 

Casimiro Reyes	1906; 

Hipólito Reyes	1907; 

Mucio Villalobos	1908; 
 
Miguel Genio	1909; 

Anacleto Toledo	1910; 

Sebastián Morales	1911;
 
Adelaido Ruiz	1912; 

Marcelino Espinoza	1913; 

Mauricio Toledo	1914; 

Mario Guerra	1915; 

Arcadio G. Molina	1916;
 
Anastacio Hernández	1917-1918; 

Valentín Sampe	1919; 

Heriberto Rito	1920; 

Tiburcio López	1921; 

Anastacio Hernández	1922;
 
Juan Crispín	1923; 

Nicanor Toledo	1924; 

Andrés Salinas	1925; 

Antonio Lobo	1926; 

Fidel López	1927; 

Mateo Jiménez	1928; 

Anastacio Ruiz	1929; 

Adolfo Chiñas	1930; 

Francisco Gracia	1931;
 
Amado Ruiz	1932; 

Heriberto Rito	1933; 

Tomas De La Paz	1934; 

Paulino Jiménez	1935; 

Andrés Gallegos	1936; 

Francisco Génico	1937;
 
José María Liña	1938; 

Mariano Sachiñas 1939;

Miguel López	1940; 

Mucio C. Marin	1941-1942; 

Francisco García	1943; 

Ernesto Salinas	1944; 

Policarpo Villalobos	1945;
 
Margarito Ruiz	1946; 

Apolinar Génico	1947; 

Antonio Patiño	1948; 

Moisés Lobo	1949-1950; 

Epifanio Rivera	1951; 

Mauricio Sarabia	1952; 
 
Gaudencio Salud López	1953; 

Nicolás Toledo	1954-1955; 

Federico Wegner	1956; 

Nicolás Molina	1957-1959; 

Heron López S.	1960-1961; 

Capitán Emilio Álvarez M. (Interino)	1961; 

Federico Canton G.	1962; 

Manuel Figueroa	1963-1965; 

Tomas Rito	1966-1968; 

Cap. Modesto Martínez	1969-1970;
 
Daniel Morales	1971; 

Fernando Vázquez Ruiz	1972-1973;
 
Romeo Sachiñas Peza	1974; 

Faustino Toledo	1975-1977; 

Luis Gallegos Mezo	1978-1979; 
 
Miguel Molina López	1980; 

Salvador Jiménez Chiñas	1981; 

Florentino Galo Zarate	1982-1983; 

Juventino López de la Rosa	1984-1985; 

Angel Alvarado	Dic 1985 - Ago 86; 

Francisco Patiño Villalobos	1986-1988;
 
Israel Velázquez López	1989-1991; 

Epifanio Villalobos Fuentes	1992; 

Jaime Gallegos Espinoza	1994-1995; 

Dr. Joel Morales Sabah	1996-1998; 

Isaías Montes Espinoza 	1999-2001;

Agustina Acevedo Gutiérrez	2002-2004; 

Eliseo Reyes Vázquez	2005-2007; 

Jaime Rito Gutiérrez 	2008-2010;

Hector Jiménez Osorio	2011-2013;

Antonino Morales Toledo	2014-2016"

## Costumbres Y Tradiciones

### Fiestas
Éstas abarcan una semana en bailes por medio de mayordomías, donde las mujeres lucen sus trajes regionales y “las motocarros” y carretas de toros acompañan a los mayordomos, 'shuanas' y 'shelashuanas' al dar un recorrido por las calles de la Villa de San Blas Atempa.
Las Principales Festividades De Este Lugar Son:
- 3 de Febrero Fiesta Patronal En Honor A San Blas Obispo "Víspera de San Blas".- Es una de las fiestas titulares del pueblo, en la que se conmemora a "San Blas Obispo", Gracias A La Importancia De Esta Fiesta dura alrededor De (seis días).

- Zaa Guidxhi "Fiesta Titular".-(Diferentes Fechas Del Mes De Febrero), Esta es la fiesta más representativa de la población, dura alrededor De 9 Días,Con Este Celebración Se Recibe A La Cuaresma.

- 1° Viernes De Cuaresma.- Velada y Serenata En Honor A La Santa Cruz Primer Viernes De Cuaresma "Señor De La Misericordia", En La Iglesia De San Pedro Shihui

- 2° Viernes De Cuaresma.-Festividades En Honor A La Santa Cruz "Segundo Viernes" De Cuaresma, En La Agencia Municipal De Nizarindani.

- 3° Viernes De Cuaresma.- Festividades En Honor A La Santa Cruz "Tercer Viernes" De Cuaresma, En La Agencia Municipal De Santa Rosa De Lima.

- 4° Viernes De Cuaresma.- Festividades En Honor A La Santa Cruz "Cuarto Viernes" De Cuaresma En La Agencia Municipal De Guixhi Roo "Monte Grande".

- 5° Viernes De Cuaresma.- Festividades En Honor A La Santa Cruz "Quinto Viernes" De Cuaresma En Honor A "San Marcial Obispo".De Igual Forma,Se Realiza La Velada En El Panteón Municipal De La Agencia De Santa Rosa De Lima.

- 6° Viernes De Cuaresma.- Velada Y Serenata En El Panteón De Dolores De San Blas Atempa.

- Domingo De Ramos.-Velada y Serenata En Honor A La Santa Cruz "Domingo De Ramos", En Su Propia Capilla.

- Lunes Santo.- Velada y Serenata En Honor A  La Santa Cruz "Pasión Lunes Santo", En La Iglesia De San Pedro Shihui.

- Martes Santo.-Velada Y Serenata En Honor A La Santa Cruz "Pasión Martes Santo", En La Iglesia De San Blas Obispo y En La Agencia Municipal De Tierra Blanca "Yuu Tee".

- Miércoles Santo.- Velada Y Serenata En Honor A La Santa Cruz "Pasión Miércoles Santo" En La Capilla De San Marcial Obispo.

- Jueves Santo.- Guardias Del Centurión y Velada Y Serenata En Honor A Nuestro Padre Jesús, En La Iglesia De San Blas Obispo.

- Viernes Santo.- Guardias Del Centurión y Velada Y Serenata En Honor Al Señor Del Santo Entierro, En La Iglesia De San Blas Obispo.

- Domingo De Resurrección.- Festividades En Honor Al Señor Del Santo Entierro.

- Jueves Espíritu Santo.-(Diferentes Fechas Del Mes De Mayo),En El Día De "La Ascención Del Señor",Se Realizan Las Festividades En Honor A La Santa Cruz "Jueves Espíritu Santo", De La Capilla Del Cerro Del Tigre "Danni Bedxhe"

- Capitana Del Cerro Del Tigre "Danni Bedxhe".- (Diferentes Fechas Del Mes De Mayo)

- 3 De Mayo Festividades En Honor A La Santa Cruz, En La Agencia Municipal De Tierra Blanca.

- 5 De Mayo Festividades En Honor A La Santa Cruz, En La Agencia Municipal De Rancho Llano.

- 10 De Mayo Festividades En Honor A La Santa Cruz, En La Agencia De Puente Madera y Tradicional Toreada y Corrida De Toros En La Agencia Municipal De Santa Rosa De Lima.

- 15 de mayo Festividades En Honor A San Isidro Labrador. Es el patrón de los campesinos.

- 20 de mayo Festividades En Honor A La "Santa Cruz de los Pescadores".

- Vela Mango.- (Diferentes Fechas Del Mes De Mayo).

- 29 de junio.- Se Realizan Las Festividades En Honor A "San Pedro Shihui".

- 25 De Julio.- Se Realizan Las Festividades En Honor A "Santiago Apóstol".

- 27 de julio.- Tradicional "Día de la

Capitana" En Honor A Santiago Apóstol.
- 30 de agosto.- Se Realizan Las Festividades En Honor A "Santa Rosa de Lima", En La Agencia Municipal Del Mismo Nombre.

- 25 De Diciembre.- Festividades En Honor Al Santo Niño Dios.

### Música
Existen canciones, mejor conocidas como sones, con las que la villa se siente más identificada y bien conocidas por los habitantes. Las más destacadas son la petrona, la petenera, la llorona, el son de la hoja verde y la blaseñita.
Un papel importante, en este aspecto, lo tuvo el máximo compositor sanblaseño Atilano Morales Jiménez, quien heredó sones de trascendencia ejecutados en las fiestas patronales del pueblo como el Son Bandaga, así como el Son Beñee (lagarto), el Son de los Cocos, “Tapa la xhana”, el “Bito’ opa, sú udo” (Son calenda) y algunas marchas fúnebres para los viernes de Cuaresma y funerales como Camino del Gólgota, Amor Fraterno, Luto por Derecho y Lamento.

### Mayordomías
Es una tradición que las fiestas se lleven a cabo por medio de mayordomías en honor al santo patrón, homónimo al poblado, las cuales consisten en celebraciones de carácter cívico-religioso por parte de un mayordomo y/o mayordoma que realizan con trabajo y recursos no remunerados que ellos mismos aportan. Aquí es donde la identidad cultural y católica de los pobladores se ve reflejada en las grandes y amplias celebraciones que llegan a durar meses.
Cuando el mayordomo/a realiza una mayordomía con los lineamientos correctos en cuanto a lo religioso y social, gana un gran prestigio dentro de la comunidad.